# Maki Tsukada
Maki Tsukada, född den 5 januari 1982 i Shimotsuma, Japan, är en japansk judoutövare.
Hon tog OS-guld i damernas tungvikt i samband med de olympiska judotävlingarna 2004 i Aten.
Hon tog OS-silver i samma gren i samband med de olympiska judotävlingarna 2008 i Peking.